# 蟬川泰果
蟬川 泰果（せみかわ たいが、2001年1月11日 - ）は、日本のプロゴルファー。元世界アマチュアゴルフランキング1位。史上最年少日本タイトル3冠達成者。妻は久保葵。

## 経歴・人物
兵庫県加東市出身。兵庫教育大学附属小学校→兵庫教育大学附属中学校→興國高等学校を経て、東北福祉大学卒業。
名前の『泰果』は、タイガー・ウッズに因んで父が命名し、祖父が漢字を考えたと云う。
ゴルフは2歳から始め、小学校3年の時には競技会に初出場。中学校3年の時に日本ゴルフツアー機構（JGTO）が主催する男子プロゴルフツアー大会の「全英への道 ミズノオープン」に出場している。
興國高等学校進学後は2017年関西ジュニアゴルフ選手権競技（男子15歳 - 17歳の部）及び第73回国民体育大会（2018年・福井県）ゴルフ競技男子少年の部にて優勝を飾っている。
2021年に日本ゴルフ協会選抜のナショナルチーム入り。フランスで行われたアイゼンハワートロフィーでは個人2位
2022年は日本ゴルフツアー機構（JGTO）の下部ツアー大会であるABEMAツアーの「ジャパンクリエイトチャレンジ in 福岡雷山 2022」にてアマチュア選手として優勝を果たすと、9月のJGTO公式ツアー大会の「パナソニックオープン」で勝利し、JGTOツアー初優勝を史上6人目のアマチュア優勝となる快挙で飾った。なお同大会は前年優勝した中島啓太に続き2年連続でアマチュアによる制覇となった。こうした活躍により、同年10月5日付の「世界アマチュアゴルフランキング（WAGR）」にて第1位にランクされた。
2022年10月20日から23日にかけ行われた日本オープンゴルフ選手権競技（三甲ゴルフ倶楽部ジャパンコース）では初日から首位を独走、最終日も2連続バーディでスタートし一時は-15までスコアを伸ばした後、9番でのトリプルボギーなどで終盤2打差まで迫られたものの逃げ切り64-70-63-73=270（-10）で1度も首位を譲ることなく完全優勝し、国内メジャー大会および同大会では第1回大会の赤星六郎以来95年ぶりとなるアマチュア優勝を果たした。この蝉川の優勝は、史上初の「アマチュアによる日本のプロツアー2勝」の大偉業にもなった。記録はほかにも21歳285日の優勝は、日本オープンでは1928年の浅見緑蔵の19歳280日、1977年・1978年のセベ・バレステロスの20歳225日、21歳210日に次ぐ歴代4位で日本選手では同2位の年少優勝であり、1973年以降に優勝したアマチュア選手では1980年の中四国オープンを制した倉本昌弘以来、42年ぶり2人目の完全優勝となった。同年10月31日プロ転向。
2023年、4月の関西オープンゴルフ選手権競技でプロ転向後初優勝。11月30日から12月3日にかけて行われたツアーメジャー大会のゴルフ日本シリーズJTカップに通算15アンダーで優勝。1981年の羽川豊が23歳363日で記録した大会最年少優勝を22歳326日で更新し、アマ・プロ両方でのメジャー制覇は史上初の快挙となった。
2025年6月の日本ゴルフツアー選手権に於いて最終日1打差3位タイでのスタートから66で回り、堀川未来夢と10アンダーで並びプレーオフとして、プレーオフ1ホール目でバーディーを決め1年半振りのツアー5勝目を挙げた。この優勝で日本タイトル3冠獲得を24歳148日で達成し、尾崎将司の27歳248日を更新する史上最年少記録とした。

## 主な記録

### ツアー優勝(6)

#### ABEMAツアー(1)
- ジャパンクリエイトチャレンジ in 福岡雷山 2022

#### JGTOツアー (5)
| No. | Date           | Tournament                   | スコア                | 2位との差  | 2位（タイ）       |
| --- | -------------- | ---------------------------- | --------------------- | ---------- | ----------------- |
| 1   | 2022年9月25日  | パナソニックオープン         | −22 (71-68-61-66=266) | 1打差      | 岩﨑亜久竜        |
| 2   | 2022年10月23日 | 日本オープンゴルフ選手権競技 | −10 (64-70-63-73=270) | 2打差      | 比嘉一貴          |
| 3   | 2023年4月16日  | 関西オープン                 | −17 (69-67-64-67=267) | 4打差      | 幡地隆寛          |
| 4   | 2023年12月3日  | ゴルフ日本シリーズJTカップ   | −15 (67-64-66-68=265) | 1打差      | 金谷拓実 中島啓太 |
| 5   | 2025年6月8日   | 日本ゴルフツアー選手権       | −10 (68-69-69-66=272) | プレーオフ | 堀川未来夢        |